# Terry Schreiber Studio
Le Terry Schreiber Studio, ou T. Schreiber Studio, est un studio de théâtre situé à New York, au 151 West 26th Street.

## Histoire
Fondé en 1969 par Terry Schreiber, le studio était situé à l'origine dans un loft de l'Upper East Side et organisait des cours pour une poignée d'étudiants seulement.
En 1970, le studio bénéficie d'un grand coup de pouce lorsque sa production de The Trip Back Down reçoit des critiques favorables, parmi lesquelles un éloge dithyrambique de la part du célèbre critique dramatique du New York Times, Walter Kerr.
Le 25 janvier 1999, le T. Schreiber studio est reconnu par le bureau du maire de New York pour « son dévouement à permettre aux New-Yorkais de profiter de certains des acteurs, metteurs en scène et dramaturges les plus talentueux ». Depuis 30 ans, l'engagement du Studio T. Schreiber dans les arts du théâtre en a fait l'un des plus grands studios de théâtre professionnels et a contribué à faire de New York la capitale théâtrale du monde.

## Faculté et étudiants
Parmi les professeurs, passés ou actuels, il y a entre autres, Terry Schreiber, Betty Buckley et Lynn Singer.
Du côté des étudiants, le T. Schreiber studio compte, entre autres, Edward Norton, Anthony Aibel, Maria Bello, James Sayess et Peter Sarsgaard.